# Гаджибеков, Гаджибек Ахмедханович
Гаджибе́к Ахмедха́нович Гаджибе́ков (11.03.1902 г., Ахты Самурский округ, Российская империя — 5.01.1941 г., Кожва, Коми АССР) — лезгинский журналист, драматург, литературовед, критик. Автор лезгинского и табасаранского алфавитов на латинской графической основе. Первый кандидат педагогических наук в ДАССР.

## Биография
Родился Гаджибек Гаджибеков 11 марта 1902 года в селении Ахты Самурского округа. По национальности лезгин, по вероисповеданию — мусульманин-суннит. Его отцом был рабочий-отходник в Баку. Отцу с трудом удалось устроить сына в Ахтынское двухклассное училище, где он проучился с 1912 по 1917 года.. Затем, потеряв отца и мать, чтобы прокормиться, мальчик был вынужден наняться в батраки.
В апреле 1920 года вместе с группой ахтынцев Гаджибек Гаджибеков едет в прежнюю столицу Дагестана Темир-Хан-Шуру для продолжения учёбы, где участвует в революционной борьбе и вступает в ряды компартии. В этом же году в составе вооруженной охраны «Красного поезда», сформированного по решению Чрезвычайного съезда народов Дагестана, отправляется с подарками для московских рабочих в Москву. В Москве Гаджибеков устроился курсантом Главсельхоза Наркомзема, затем учился в университете трудящихся Востока, а с 1923 по 1926 год — в Университете им. Свердлова — первой партийной школе страны, где читали лекции Сталин, Ярославский, Луначарский, Орджоникидзе и другие партийные и государственные деятели. В Москве с ним учились дагестанцы односельчанин Гаджибекова, Хабиб Эмирбеков (позже председатель Дагсовпрофа), аварский писатель Раджаб Динмагомаев, Сулейман Сулейманов (позже выпускник военно-инженерной академии им. Куйбышева, министр коммунального хозяйства ДАССР), Юсуп Шовкринский (позже зав. отделом пропаганды и агитации Дагобкома ВКП(б)) и др.
Именно в этот период Гаджибеков становится учёным. Занимался собиранием произведений лезгинского фольклора и литературы. По возвращении в Дагестан он взялся за составление лезгинского алфавита на латинице. Первые попытки составления лезгинского алфавита Гаджибеков предпринимал ещё в Ахтах, до отъезда в Москву.
16 марта 1940 года состоялся допрос Гаджибекова у следователя, заподозрившего антигосударственную деятельность под формулировкой «нелегальная группа», под которой подразумевался юридически не оформленный круг энтузиастов развития лезгинского языка.
21 сентября 1937 года в газете «Известия» корреспондент И. Шустер опубликовал статью под заголовком «Буржуазные националисты орудуют в Дагестане», где отмечалось, что «в течение долгого времени под боком у Дагестанского обкома партии орудовали и сейчас продолжают орудовать буржуазные националисты. Центром своей работы они избрали так называемый научно-исследовательский институт национальных культур Дагестана. При прямом содействии и участии директора института, дважды исключавшегося из партии Гаджибекова, здесь в свое время свили себе гнездо троцкистско-националистические бандиты: Чаринов, Гитинаев, Тлюнаев, Шамхалов и др.»   16 сентября Гаджибек Гаджибеков был арестован, а 17 сентября — обвинён в том, что «состоял членом контрреволюционной троцкистско-националистической организации». Жену учёного Зулейху Султанову выселили из квартиры, исключили из пединститута и комсомола, она вынуждена была выехать в Баку. Во время нахождения Гаджибекова в тюрьме его избивали, требуя признаний, оказывали моральное и физическое воздействие, но он не признал себя виновным.
11 июня 1940 года особый совещательный орган при НКВД СССР постановил: «Гаджибека Гаджибекова за участие в антисоветской националистической организации заключить в исправительно-трудовой лагерь сроком на 8 лет, считая срок с 16 сентября 1937 г.» Он был отправлен на место постоянного заключения в город Котлас, затем в посёлок Кожва у станции Печора Коми АССР, где его 5 января 1941 года убили заключенные-рецидивисты.
18 мая 1959 года Гаджибеков реабилитирован военным трибуналом СКВО «за отсутствием состава преступления».

## Деятельность
Гаджибек Гаджибеков создал лезгинский и табасаранский алфавиты на латинской графической основе (1928 год). Подготовил первые школьные учебники по родному языку и литературе. Производил сбор произведений народного творчества. Исследовал творчество лезгинских поэтов и писателей.
Одним из основных детищ Гаджибека Гаджибекова является создание первого лезгинского журнала на лезгинском языке Цӏийи Дуьнья (21 июля 1928). Гаджибеков в течение трёх лет до 1931 года руководил редакцией, выпуская газету сначала раз в неделю, позже 3 раза в неделю, доведя тираж до 6 тысяч экземпляров. Также он основал литературно-художественный журнал «Яру гъед» (Красная звезда), и общественно-политическую газету «Коммунист маариф» (Коммунистическое просвещение) также издававшиеся на лезгинском языке.
В 1930-е годы Гаджибек Гаджибеков работал заведующим сектором языков и одновременно заместителем директора Института национальных культур. Позже он возглавил этот институт.
В 1926 году Гаджибеков поступает в аспирантуру НИИ Востока, где углубленно изучает теоретические проблемы филологической науки, разрабатывает и решает практические задачи функционирования лезгинского языка и литературы. В 1927 году он составил и издал сборник «Стихи лезгинских поэтов». Первым опытом в этом направлении является изданный сборник «Стихи лезгинских поэтов».
В 1931 году Гаджибеков перешёл на работу в НИИ национальных культур: сначала заместителем директора, потом совмещал эту должность с заведующим сектором языков и в 1936 году стал директором института.